# Prosper Duvergier de Hauranne
Prosper Duvergier de Hauranne [ejtsd: düverzsjé dö orań] (Rouen, 1798. augusztus 3. – Herry (Cher), 1881. május 19.) francia újságíró, politikus, történész, író.

## Élete
1824-ben a Globe munkatársa és később tulajdonosa volt. A képviselőházban 1831-től a doktrinérekkel szavazott és lelke volt ama koalíciónak, mely 1839-ben a Mathieu Molé kormányát megbuktatta és amelynek programjául Duvergier de Hauranne-nak Des principes du gouvernement représentatif et de leur application (Párizs, 1838) című műve tekinthető. Ekkor aztán elpártolt a doktrinérektől és mint a Constitutionnel és a Siècle munkatársa a bal középhez csatlakozott. Ekkor írta a De la réforme parlementaire de la réforme électorale (Párizs, 1847) röpirata nagy vitákat váltott ki a parlamentben, de reform javaslatait végül nem fogadták el. 
A februári forradalom után a jobb oldalon foglalt helyet és mint az alkotmányozó bizottság tagja, e párt akartának értelmében működött. Az 1849. évi választások alkalmával megbukott, 1850 december havában azonban megint bekerült a törvényhozó gyűlésbe. Az 1851. december 2-ai államcsíny alkalmával őt is börtönbe vetették, 1852-ben pedig száműzték. Ekkor Torinóba ment, ahol történelmi tanulmányokkal foglalkozott; de még ugyanabban az esztendőben visszatérhetett Párizsba, ahol azonban a politikával többé nem törődött. 
A Francia Akadémia 1870-ben választotta meg tagjának. Főműve Histoire du gouvernement parlementaire de la France (Párizs, 1857-73, 10 kötet). Számos értekezést írt a Revue des deux Mondes-ba és más folyóiratokba. Ifjúkori művei közül néhány vaudeville említendő: Un jaloux comme il y en a peu; Un mariage á Gretna-Green, stb.

## Művei
- Des Principes du gouvernement représentatif (1838)
- De la Politique extérieure et intérieure de la France (1841)
- De la Réforme parlementaire et de la réforme électorale (1846)
- Histoire du gouvernement parlementaire en France (10 kötet) (1857-1870)